# Α-Mannosidose
Die α-Mannosidose ist eine sehr seltene autosomal-rezessiv vererbte lysosomale Speicherkrankheit.

## Prävalenz

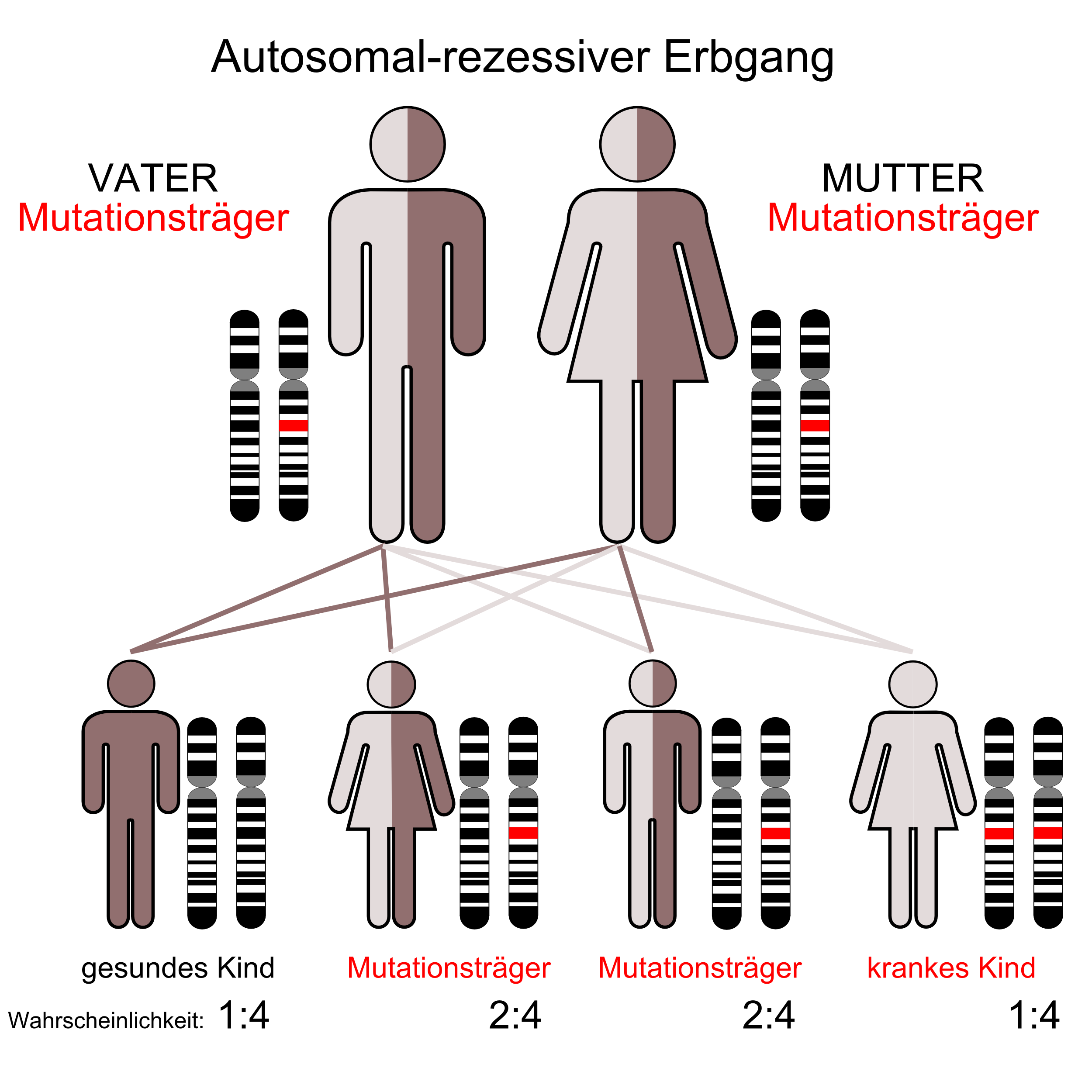
Autosomal-rezessiver Erbgang

Die α-Mannosidose ist mit einer Prävalenz von etwa 1 : 500.000 bei lebendgeborenen Kindern eine ausgesprochen seltene Erkrankung.

## Symptome

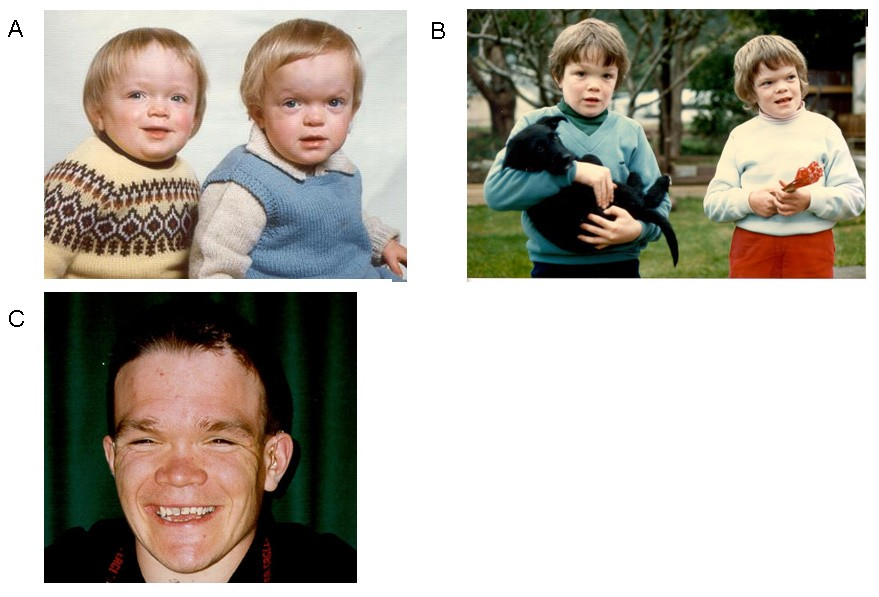
Gesichtszüge bei α-Mannosidose. Bild A: Zwillinge im Alter von 18 Monaten. Auffällig sind der vergrößerte Schädel, der kurze Nacken, die abgerundeten Augenbrauen, die Sattelnase und die markante Stirn. Bild B: Dieselben Zwillinge im Alter von acht Jahren. Bild C: Ein 27-jähriger mit Hörgerät.

Die α-Mannosidose ist bei den betroffenen Patienten durch Immunschwäche, Anomalien des Gesichts, Veränderungen am Skelett, Schwerhörigkeit und intellektuelle Defizite gekennzeichnet. Die ersten Symptome können schon bei der Geburt sichtbar sein. Mit zunehmendem Alter schreitet die Krankheit aber voran und der Zustand der Betroffenen verschlechtert sich weiter. Neben den bereits erwähnten Symptomen können einige mit Klumpfuß geboren werden oder in den ersten zwölf Monaten einen Hydrocephalus (Wasserkopf) entwickeln.
Die Immunschwäche bedingt vor allem im ersten Lebensjahrzehnt rezidive Infekte. Unter den Skelettanomalien finden sich unter anderem leicht- bis mittelgradiger Dysostosis multiplex, Skoliose (Seitverbiegung der Wirbelsäule) und Deformation des Brustbeins. Die Anomalien des Gesichts sind ein vergrößerter Schädel, eine markante Stirn, abgerundete Augenbrauen, Sattelnase, Makroglossie (vergrößerte Zunge), weit auseinanderstehende Zähne und Progenie (eine Form der Kieferfehlstellung). Leichtes Schielen ist ebenfalls ein häufiges Symptom.
Die Schwerhörigkeit zeichnet sich durch eine mittlere bis schwere Störung der Schallempfindung aus. Die Motorik der Patienten wird auch durch Muskelschwäche, Anomalien der Gelenke und Ataxie beeinträchtigt.
Von Patient zu Patient können sich die Symptome erheblich unterscheiden.

## Genetik und Pathogenese

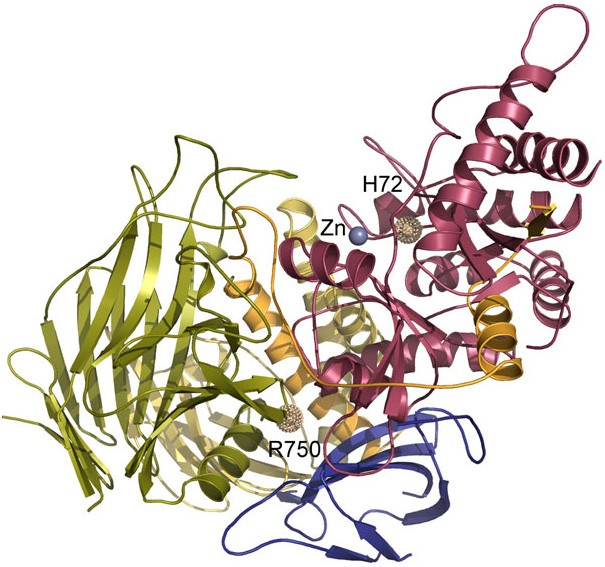
Bändermodell des Enzyms alpha-Mannosidase.

Der α-Mannosidose liegt ein autosomal-rezessiver Erbgang zugrunde. Mutationen im MAN2B1-Gen, das sich auf Chromosom 19 Genlocus p13.2-q12 befindet, sind die Ursache der Erkrankung. Das MAN2B1-Gen codiert für das Enzym α-Mannosidase. Mutationen in diesem Genprodukt können eine verminderte Aktivität der α-Mannosidase bewirken, wodurch sich im Gewebe der betroffenen Patienten mannosereiche Glycokonjugate anreichern.

## Diagnose

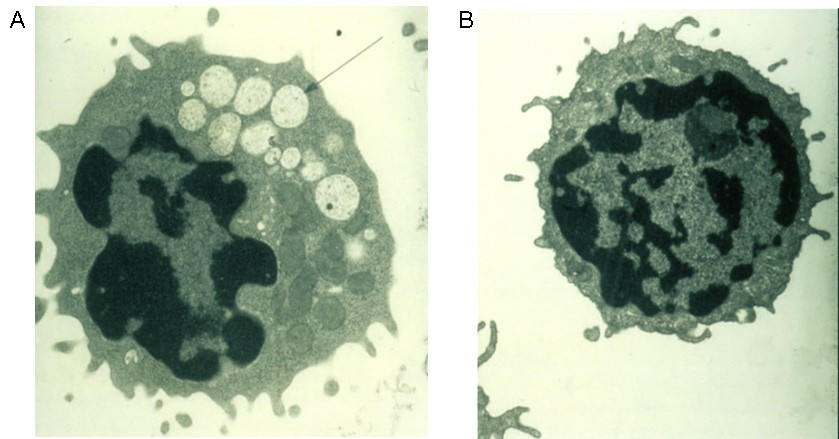
Transmissionselektronenmikroskopische Aufnahme eines Lymphozyten. Links ein vakuolisierter Lymphozyt eines an Mannosidose erkrankten Patienten und Rechts, im Vergleich dazu, ein Lymphozyt eines Gesunden.

Die Diagnose kann durch die Bestimmung der Aktivität der α-Mannosidase in Leukozyten oder anderen kernhaltigen Zellen gestellt werden. Eine DNA-Analyse (‚Gentest‘) kann zur Bestätigung der Ergebnisse durchgeführt werden. Die Ausscheidung erhöhter Mengen von mannosereichen Oligosacchariden über den Urin ist ein Indiz für die Erkrankung, aber kein spezifischer Nachweis. Eine pränatale Diagnose ist sowohl biochemisch als auch molekulargenetisch möglich.

## Therapie
Es gibt bisher keinen etablierte kurative Therapie.

### Enzymersatztherapie
Ein vielversprechender Therapieansatz ist die Enzymersatztherapie (EET oder ERT von engl. Enzyme Replacement Therapy).

#### Forschungsarbeiten
Im Tiermodell Meerschweinchen konnte mit EET die Akkumulation der Oligosaccharide im Gewebe reduziert werden. Eine Ausnahme bildete dabei das Gehirn, da das applizierte Enzym, bedingt durch die Blut-Hirn-Schranke, nicht das Gehirn erreichen kann.
Ähnliche Versuche bei Knockout-Mäusen – hier wurde das Man2b1-Gen der Mäuse abgeschaltet – führten überraschenderweise auch zu einer Abnahme der Oligosaccharide im Gehirn der Versuchstiere. Die Etablierung der ERT für Patienten mit α-Mannosidose war ein Ziel des 2006 initiierten europäischen Projektes Hue-Man.

#### Arzneimittel
Am 23. März 2018 wurde in der Europäischen Union Velmanase alfa (Handelsname Lamzede der Firma Chiesi) als Enzymersatztherapie zur Behandlung nicht neurologischer Manifestationen bei Patienten mit leichter bis mittelschwerer Alpha-Mannosidose als Arzneimittel zugelassen.
Velmanase alfa ist eine rekombinante Form der humanen Alpha-Mannosidase. Es soll die natürliche Alpha-Mannosidase ergänzen oder ersetzen. Das Arzneimittel wird einmal wöchentlich als intravenöse Infusion verabreicht. Eine klinische Studie ergab Hinweise darauf, dass Velmanase alfa die Progression der bestehenden Krankheit verlangsamen kann.

### Allogene Stammzelltransplantation
Bei einigen Patienten wurde eine allogene Stammzelltransplantation durchgeführt. Die Ergebnisse waren zum Teil recht vielversprechend. Der therapeutische Nutzen ist aber bei den erheblichen Risiken der allogenen Stammzelltransplantation genau abzuwägen. Die allogene Stammzelltransplantation ist vor allem bei jungen Patienten in der ersten Lebensdekade, mit weniger stark fortgeschrittener Erkrankung, eine Therapieoption.

### Zink-Substitution
Die Gabe von Zinksulfat (Zink-Substitution) zeigte in vitro eine signifikante Steigerung der Aktivität der α-Mannosidase, weshalb dies anfänglich ein verbreiteter Therapieansatz war. In Langzeitstudien zeigte sich jedoch bei Patienten mit α-Mannosidose kein signifikanter Effekt.

### Sonstige Therapie
Die sonst übliche Therapie erfolgt rein symptomatisch. Dabei wird idealerweise eine proaktive Behandlung, wie beispielsweise Krankengymnastik, die möglichen zukünftigen Komplikationen vorbeugt, angewendet. Die durch die Immunschwäche bedingten Infekte müssen häufig behandelt werden.

## Prognose
Der Zustand der Patienten verschlechtert sich mit zunehmendem Alter. Die Funktion der Skelettmuskulatur und die Motorik lassen zunehmend nach, wodurch der Großteil der Betroffenen rollstuhlpflichtig wird. Kein Patient ist vollständig sozial unabhängig. Viele Patienten werden älter als 50 Jahre. Mit zunehmender Progression der Erkrankung werden alle Patienten schwerhörig und benötigen ein Hörgerät.

## Erstbeschreibung
Der Arzt Per-Arne Öckerman (* 1933) von der Universität Lund in Schweden beschrieb 1967 als Erster bei einem Jungen eine neue Form einer lysosomalen Speicherkrankheit mit ähnlichen Symptomen wie das Hurler-Syndrom, bei der aber keine Mukopolysaccharide akkumuliert werden.

## Veterinärmedizin
Bei Rindern, insbesondere bei der Rasse ‚Aberdeen Angus‘ ist die α-Mannosidose eine relativ häufig verbreitete Krankheit.